# Merionoeda dulcis
Merionoeda dulcis är en skalbaggsart som beskrevs av Holzschuh 2008. Merionoeda dulcis ingår i släktet Merionoeda och familjen långhorningar. Inga underarter finns listade i Catalogue of Life.